# Sole Mates (film 1917)
Sole Mates è un cortometraggio muto del 1917 diretto da Herman C. Raymaker. Prodotto da Mack Sennett, il film aveva come interprete principale il famoso comico Ben Turpin.

## Produzione
Il film fu prodotto dalla Triangle Film Corporation.

## Distribuzione
Distribuito dalla Triangle Distributing, il film - un cortometraggio di una bobina - uscì nelle sale cinematografiche statunitensi il 29 luglio 1917.
Non si conoscono copie ancora esistenti della pellicola che viene considerata presumibilmente perduta.